# Yeniköy (Babadağ)
Yeniköy ist ein Dorf im Landkreis Babadağ der türkischen Provinz Denizli. Yeniköy liegt etwa 30 km westlich der Provinzhauptstadt Denizli und 4 km östlich von Babadağ. Yeniköy hatte laut der letzten Volkszählung 401 Einwohner (Stand Ende Dezember 2010).